# Lucky 13 Apparel
Pour les articles homonymes, voir Lucky 13.
Lucky 13 Apparel ou Lucky 13 est une marque de vêtements, d'accessoires et une marque musicale[Quoi ?] créée en 1991, et dont le siège est à Santa Ana en Californie. La ligne de vêtements est largement influencée par le monde de la Kustom Kulture, du punk rock et du psychobilly. Lucky 13 consiste principalement de t-shirt, polo, pull, pantalon, casquette, chapeau, mais aussi des accessoires tels que des bracelets, des ceintures, des boucles de ceinture, des bandanas ou des porte-feuilles.
La marque est aussi très active dans le monde musical, sponsorisant différents groupes essentiellement de la scène punk.

## Liste des groupes sponsorisés
- Bouncing Souls
- Damned
- Demented Are Go!
- Roger Miret and the Disasters
- Discharge
- Disciple
- Dropkick Murphys
- The Dwarves
- Lower Class Brats
- Mad Sin
- Nekromantix
- Street Dogs
- Zeke
- Germs

## Ancien groupes sponsorisés
- Agnostic Front
- Electric Frankenstein
- Lords of Altamont
- Mad Sin
- Madball
- Motörhead
- Murphy’s Law
- Obituary
- Revolution Mother
- Sick of It All
- Th' Legendary Shack Shakers
- The Turbo A.C.'s
- Viva Hate